# ビセイクル
ビセイクルは、日本でかつて製造されていた栄養補助食品。日清食品創業者である安藤百福が、同社の創業前に開発した。ウシやブタの骨から抽出されたエキスをもとにしたペースト状の食品であり、パンに塗って食べる。平成以降の現在においては、すでに製造されていないが、同様のコンセプトの「完全メシ」シリーズが製造・発売されている。

## 概要
安藤は1948年（昭和23年）国民栄養科学研究所を設立した。終戦からわずか3年後の当時は、厳しい食糧難の時代であり、飢餓で行き倒れになる人も多く、栄養失調が社会問題となっていた。そのことから、世の中のためになることをしたいと考えていた安藤が、「食」に真正面から取り組むために立ち上げたのが、この研究施設である。
研究所では、最初に病院食が取り上げられた。健康な人間でも飢餓の差し迫っている時代において、病人の栄養状態は医師たちにとって大きな課題だったことで、病人を元気にして回復を促進するような栄養補助食品の開発が、研究所で提案された。大阪市立栄養研究所や大阪大学の協力のもと、研究が開始された。
安藤自らが研究の先頭に立ち、安価で大量に入手できる食材を考えていたところ、ある夜、自宅でカエルの鳴き声が聞こえた。庭に住みついていた食用ガエルである。安藤は早速カエルを捕まえ、隣室に妻と幼い息子が寝ていることも構わず、圧力釜でカエルを煮始めた。2時間後に窯は大爆発し、部屋中に粘ついた煮汁が飛び散り、試みは失敗に終わった。しかしカエルの肉片を口にしてみると、案外悪くはなく、産後の肥立ちの悪かった妻も、これを食べて元気を取り戻した。
カエルが材料として適さなかった教訓から、安藤はウシやブタの骨から高温高圧でエキスを抽出することを発案し、それを成功させた。これがパンに塗って食べるペースト状の栄養食品として、「ビセイクル」の名で商品化された。パンに塗るという点ではバターに似ているが、安藤は「バターよりも滋養分に富む」と自負していた。
ビセイクルは厚生省に品質が優秀と評価され、病院にも患者向けに提供された。日清食品創業後の安藤はこの経験を振り返り「ほんの小さな商品」と語っているものの、食品加工品としては上出来の部類となった。しかしビセイクル製造は、安藤が同時期に行なっていた名古屋の中華交通技術専門学校の設立と同様に、あくまで世の中への貢献として、ボランティアに近い形だったため、安藤自身にほとんど利益は無かった。
製造が終了し、バターやマーガリンが容易に入手できる豊かな時代になっても、ビセイクルを忘れられない人たちから、「何とか手に入らないか」との問合せが寄せられたという。このことから、栄養食品は健康維持のための栄養源であっても、美味でなければならないというのが、安藤が食品を開発する基本であり、ビセイクルはその思いが十分に生かされた食品だったとする意見もある。
また、安藤はこのビセイクル開発を通じて、その品質を認めてもらうために厚生省に頻繁に通ったことで、人脈が形成され、日本の食生活について関係者たちと意見を交わす機会が増え、後の日清食品の大ヒット商品「チキンラーメン」などの開発の布石となった。チキンラーメン開発にあたっても、ニワトリを圧力鍋で煮て濃縮スープを作ったり、様々な食材を加えて味を調製したりといった過程で、ビセイクル開発時の経験が大いに生かされることになった。
安藤百福夫妻の半生をモデルとしたテレビドラマ『まんぷく』では、「ダネイホン」の名で登場している。